# Ublik (stacja kolejowa)
Ublik – zlikwidowana stacja kolejowa w Ubliku na linii kolejowej Giżycko – Orzysz, w powiecie piskim, w województwie warmińsko-mazurskim, w Polsce.